# 1281
Cette page concerne l'année 1281  du calendrier julien. Pour l'année 1281 av. J.-C., voir 1281 av. J.-C.
L'année 1281 est une année commune qui commence un mercredi.

## Événements
- Janvier : traité commercial et politique entre le sultan mamelouk d’Égypte Qala'ûn et l'empereur byzantin Michel VIII Paléologue, qui garantit à l'Égypte son approvisionnement en esclaves par la route des Détroits[1].

- 14 - 15 août : deuxième tentative infructueuse d'invasion du Japon par les Mongols. Leur flotte est détruite par le vent divin (kami kaze) de la tempête[2].
Après la défaite de 1274, Kubilaï lance rapidement la construction d'une nouvelle armada, présentée comme la flotte la plus importante avant le XXe siècle. Comme sept ans auparavant, la flotte mongole part de Corée et occupe les îles du sud du Japon, puis 45 000 soldats Mongols et 120 000 Coréens et Chinois débarquent dans les îles Kyūshū, Hirado et Takashima, mais les forces mongoles ne peuvent arracher qu’une victoire insignifiante contre les Japonais qui se défendent avec acharnement. Un typhon aurait dispersé la flotte mongole dans la baie de Hataka, à proximité de Fukuoka (15 août) et les envahisseurs sont exterminés jusqu’au dernier.
Plus de 4000 navires coulent et 130 000 mongols et coréens périssent. Le Japon vénère encore aujourd'hui ce « vent divin » qui l'a protégé[3].

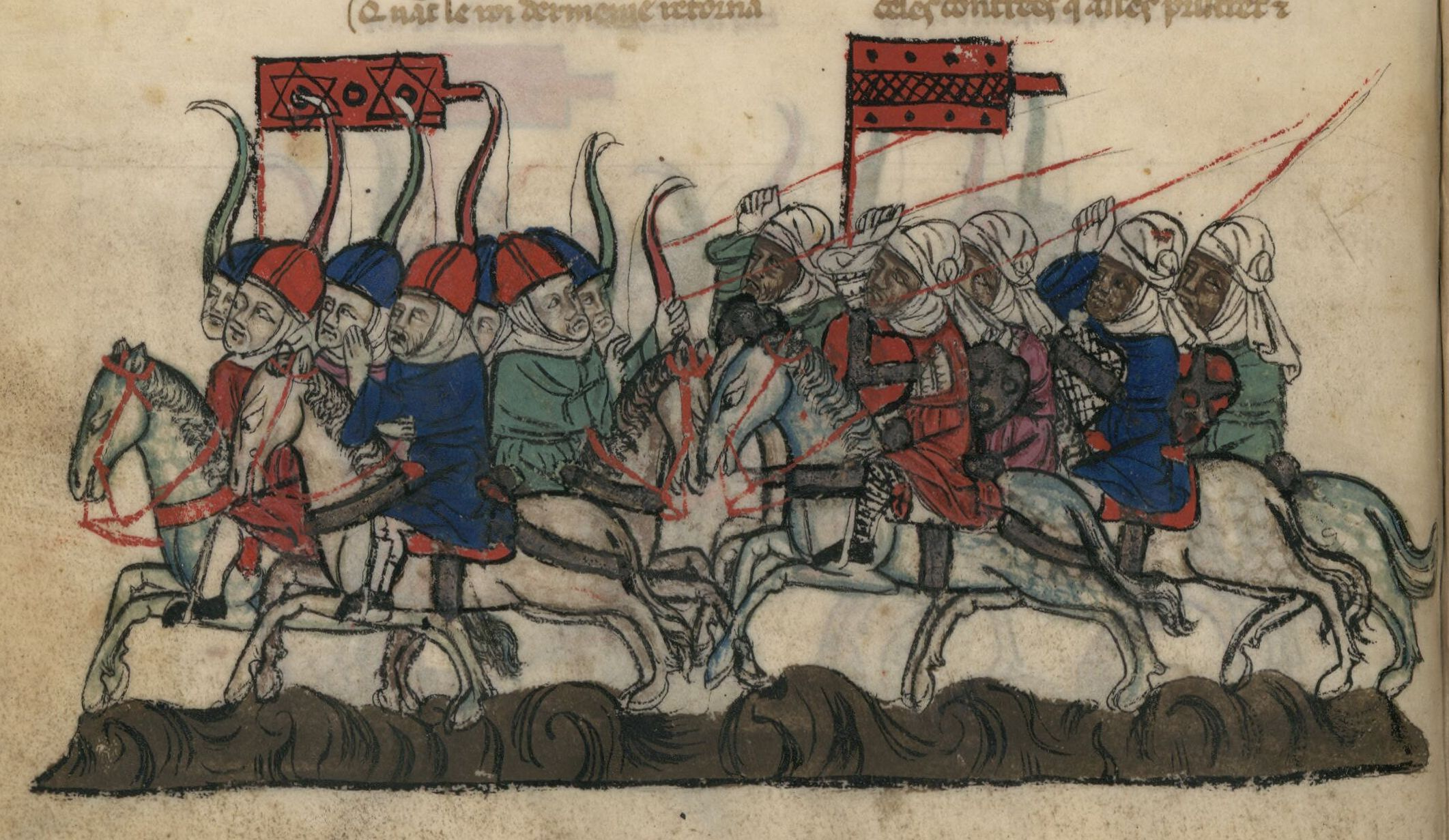
29 octobre : deuxième bataille de Homs.

- 29 octobre : l’armée mongole d’Abaqa est vaincue par le sultan mamelouk Qala'ûn près de Homs[2]. Le baile angevin établi à Acre reste neutre, et favorise ainsi la victoire des mamelouks[4]. La trêve est renouvelée entre Acre, Tripoli et le sultan mamelouk. Mais les Arméniens et les Hospitaliers ont ouvertement appuyé les Mongols (cf. 1285).

- À la mort d'Ertuğrul, son fils Osman Ier Gazi, fondateur de la dynastie ottomane, lui succède jusqu'en 1326. Il se proclame indépendant et prend le titre de sultan en 1299 et progresse vers Iznik et Brousse (1325) aux dépens des Byzantins[5].
- En Chine, autodafé d’ouvrages taoïstes suspects et restitution de couvents usurpés par les taoïstes aux bouddhistes[2].
- En Thaïlande, le roi Mengrai s'empare d'Haripunchai (actuelle Lamphun) et l'intègre au Lanna.

### Europe
- 19 janvier : un jour de Shabbat à Valladolid, les officiers du roi Alphonse X de Castille arrêtent tous les Juifs rassemblés dans leurs synagogues et ne les libèrent que contre une énorme imposition globale (12 000 maravédis par jour, selon les textes, durant un an)[6].

- 23 mars : début du pontificat de Martin IV (jusqu'en 1285). Simon de Brion est élu à Viterbe le 22 février sous la pression de Charles Ier d'Anjou : il sera l’homme du parti français[7].

- 3 avril[8] : écrasement des troupes de Charles Ier d'Anjou par les troupes byzantines devant Berat, en Albanie, où les possessions latines sont condamnées. Le général Hugues de Sully est fait prisonnier.

- 3 juillet[9] : traité d’Orvieto : Venise et Naples s’allient à l’empereur latin Philippe de Courtenay « pour le rétablissement de l’Empire romain usurpé par Paléologue ». Michel VIII Paléologue est excommunié par le pape. Jean, seigneur de Grande Valachie (Thessalie), les Bulgares et le tsar serbe Stéfan Milûtine se joignent à la coalition. Les Serbes envahissent aussitôt la Macédoine du Sud.

- En Crète, Michel VIII Paléologue encourage la révolte d’Alexis Kalergis[10] contre Venise (1281-1299), puis la révolte des Vêpres siciliennes contre Charles Ier d'Anjou (mars 1282).
- André III Alexandrovitch de Gorodets devient grand-prince de Vladimir aux dépens de son frère Dimitri avec l'aide de la Horde d'or (fin en 1283)[11].
- Construction de la forteresse teutonique de Marienbourg en Poméranie[12].